# Szeptember 1.
Szeptember 1. az év 244. (szökőévben 245.) napja a Gergely-naptár szerint. Az évből még 121 nap van hátra.
Névnapok: Egon, Egyed + Artúr, Bella, Fajsz, Farkas, Gede, Gedeon, Gedő, Gida, Gilda, Glenn, Ignác, Izabella, Józsa, Józsua, Józsué, Júda, Kende, Kund, Kurd, Naómi, Noémi, Tamara, Veréna, Verita, Zádor

## Események
- 1267 – Móse ben Ramban rabbi (Nahmanidész) megérkezik Jeruzsálembe, hogy megalapítsa a zsidó közösséget.
- 1367 – V. Orbán pápa engedélyezi Nagy Lajos magyar királynak tudományegyetem alapítását Pécsett. A levélben többek között ez áll: „Magyarország királyának kérésére rendeljük, hogy Pécs városában legyen studium generale, amelyben az egyházi és polgári törvény s minden más nem tilos tudomány, a hittudományon kívül, taníttassék…”.
- 1725 – Esterházy Imre veszprémi püspököt kinevezték esztergomi érsekké.
- 1810 – A párizsi Opéra Comique-ban bemutatták Luigi Cherubini Le Crescendo című operáját.
- 1859 – Üzembe helyezik az első Pullman típusú vasúti hálókocsit.
- 1872 – Budapesten megalapítják az Magyar Iparművészeti Múzeumot.
- 1880 – Életbe lép a magyar büntető törvénykönyvről szóló 1880. évi XXXVII. törvény.
- 1881 – Megnyílik Budapesten az első polgári leánynevelő iskola, a budavári domonkos kolostor helyén (a mai Szilágyi Erzsébet Gimnázium elődje). Első vezetője Póra Ferenc volt.
- 1887 – Emile Berliner írásban benyújtja szabadalmi kérvényét a „gramophone”-ra. Bár ő szabadalmaztatja, híressé Thomas Alva Edisont teszi.
- 1892 – Átadják (éjfélkor) az Erzsébet hidat Komáromban.
- 1914 – Szentpétervár (Санкт-Петербург) nevét Petrográdra (Петроград) változtatják.
- 1916 – Bulgária hadat üzen Romániának az I. világháborúban.
- 1920 – Budapest polgármesterévé választják Sipőcz Jenőt.
- 1923 – A Richter-skála szerint 7,9-8,3 erősségű földrengés rázza meg Tokiót és Jokohamát, több mint százezer ember halálát okozva.
- 1928 – Albánia királysággá alakul.
- 1930 – Nagy munkástüntetés Budapesten, közel 150 ezer résztvevővel. A Hősök terén a lovasrendőrök Nagy Károly rendőrfelügyelő parancsára a tömegbe lőnek. Egy ember a helyszínen meghal, többen megsebesülnek.
- 1939 – A II. világháború kezdete: a náci Németország megtámadja Lengyelországot.
- 1941 – Németországban kötelezővé teszik a zsidóknak a sárga Dávid-csillag viselését.
- 1944 – A szovjet hadsereg Iaşi–Kisinyov offenzívája nyomán Bulgária is hadat üzen Németországnak, egy héttel Románia átállása után.
- 1951 – Dávid Ben-Gúrión izraeli miniszterelnök aláírja az izraeli titkosszolgálat (Moszad) megalakításáról szóló rendeletet.
- 1958 – A Szoboszlay-per által halálra ítélt, többségében magyarokból álló csoport kivégzése Aradon.
- 1961 – Az „el nem kötelezett államok” első találkozója. Belgrádban ül először tárgyalóasztalhoz 26 tömbön kívüli állam. (Afganisztán, Algéria, Burma, Ceylon, Ciprus, az Egyesült Arab Köztársaság, Etiópia, Ghána, Guinea, India, Indonézia, Irak, Irán, Jemen, Jugoszlávia, Kambodzsa, Kongói Demokratikus Köztársaság, Kongói Köztársaság, Kuba, Libanon, Mali, Marokkó, Nepál, Szaúd-Arábia, Szomália, Szudán és Tunézia.)
- 1961 – A Szovjetunió véget vet atombomba-kísérleteire adott moratóriumának Közép-Ázsiában, és felújítja a robbantásokat. A TASZSZ csak szeptember 5-én jelenti be e tényt. Ennek nyomán az USA is újrakezdi kísérleti robbantásait szeptember 15-től.
- 1962 – Földrengés Nyugat-Iránban. Több mint tízezren meghalnak.
- 1965 – Tibet autonóm státust kap Kínán belül.
- 1974 – Egy amerikai SR–71 Blackbird felállítja (a mind máig érvényes) sebesség rekordot, amikor New Yorkból Londonba repül 1 óra 54 perc 56,4 másodperc alatt. Átlagsebessége 2310 km/h.
- 1977 – Az Egyesült Államok és Kuba 16 évi szünet után újra felveszi a diplomáciai kapcsolatokat.
- 1979 – Elsőként közelíti meg és készít felvételeket űrszonda – a Pioneer–11 – a Szaturnuszról.
- 1983 – A dél-koreai légitársaság 007-es Boeing 747 járata 400 km-re letér útvonaláról. A szovjet Szahalin-szigetek légterében a szovjet légierő lelövi. 269 utas veszti életét. Diplomáciai bonyodalom alakul ki az USA és a Szovjetunió között.
- 1985 – Francia és amerikai tudósok Robert Ballard vezetésével megtalálják az 1912-ben elsüllyedt Titanic roncsát Új-Fundlandnál.
- 1991 – Üzbegisztán elszakad a Szovjetuniótól és kikiáltja függetlenségét.
- 1993 – Megalakul a Magyar Piacpárt.
- 1998 – Pokolgép robban Algír Bab el-Ved negyed piac-terén, aminek következtében 17 ember meghal és 61 megsebesül.
- 2004 – Megkezdődik a beszláni túszdráma. A tanévnyitó napján iszlamista terroristák megszállják az iskolát, túszul ejtik a jelenlévőket. A későbbi túszszabadító akció több mint 330 halálos áldozatot követel, többségük gyerek.

## Sportesemények
Formula–1
- 2002 –  belga nagydíj, Spa Francorchamps – Győztes:  Michael Schumacher (Ferrari)

## Születések
- 1210 – X. Gergely pápa († 1276)
- 1453 – Gonzalo Fernández de Córdoba spanyol nemes, hadvezér († 1515)
- 1529 – Taddeo Zuccaro olasz festő († 1566)
- 1642 – Bethlen Miklós erdélyi magyar államférfi, történész († 1716)
- 1653 – Johann Pachelbel német zeneszerző, orgonista († 1706)
- 1727 – Éder Xavér Ferenc jezsuita hittérítő, Dél-Amerika-utazó († 1773)
- 1740 – Csernák László magyar származású holland matematikus († 1816)
- 1798 – Gyulai Ferenc császári és királyi táborszernagy, osztrák hadügyminiszter († 1868)
- 1808 – Hugó Károly magyar drámaíró († 1877)
- 1832 – Veress Ferenc magyar fényképész († 1916)
- 1840 – Balás Árpád egyetemi tanár, mezőgazdász szakíró († 1905)
- 1848 – Auguste-Henri Forel svájci pszichiáter, elmegyógyász, amatőr rovartankutató († 1931)
- 1854 – Engelbert Humperdinck német zeneszerző († 1921)
- 1855 – Dobó Sándor színész, színigazgató († 1923)
- 1856 – Szergej Vinogradszkij orosz származású francia bakteriológus († 1953)
- 1862 – Kövesligethy Radó csillagász, geofizikus, az MTA tagja († 1934)
- 1871 – Ripka Ferenc politikus, Budapest főpolgármestere († 1944)
- 1872 – Brüll Adél (Diósy Ödönné) („Léda”), Ady Endre múzsája († 1934)
- 1875 – Edgar Rice Burroughs amerikai regényíró († 1950)
- 1877 – Francis William Aston Nobel-díjas angol fizikus, kémikus († 1945)
- 1879 – Balogh Rudolf fotóművész († 1944)
- 1883 – Gsell János vegyész († 1958)
- 1883 – Klemm Antal nyelvész, finnugrista, a magyar és finnugor történeti mondattan kiváló tudósa, az MTA tagja († 1963)
- 1896 – Sass Árpád festőművész († 1957)
- 1902 – Valkó Imre kutatómérnök, feltaláló († 1975)
- 1902 – Dirk Brouwer holland származású amerikai csillagász († 1966)
- 1903 – Hamza D. Ákos magyar festőművész, filmrendező († 1993)
- 1906 – Karl August Folkers amerikai biokémikus, biológus, a Q10 coenzim kutatója, a B12 vitamin izolálója († 1997)
- 1910 – Olgyay Aladár műépítész († 1963)
- 1910 – Olgyay Viktor műépítész († 1970)
- 1910 – F. Rácz Kálmán magyar író, műfordító († 1980)
- 1914 – Nagy Géza művelődésszervező, műfordító († 1981)
- 1919 – Lendvay Ferenc Jászai Mari-díjas magyar színész, rendező, színházigazgató, érdemes művész († 1996)
- 1920 – Richard Farnsworth amerikai színész († 2000)
- 1921 – Willem Frederik Hermans holland író és geofizikus († 1995)
- 1922 – Vittorio Gassman Oscar-díjas olasz színész († 2000)
- 1923 – Rocky Marciano nehézsúlyú ökölvívó világbajnok († 1969)
- 1923 – Szabadváry Ferenc tudománytörténész († 2006)
- 1927 – Pertorini Rezső orvos, pszichiáter,  neurológus († 1980)
- 1930 – Tóth János Kossuth-díjas operatőr, a nemzet művésze († 2019)
- 1932 – Jack van Lint holland matematikus († 2004)
- 1932 – Tóth Béla Aase-díjas magyar színész, a kaposvári Csiky Gergely Színház örökös tagja († 2018)
- 1933 – Conway Twitty amerikai country énekes († 1993)
- 1935 – Ozava Szeidzsi japán karmester († 2024)
- 1937 – Böröndy Katalin magyar színésznő
- 1944 – Leonard Slatkin amerikai karmester
- 1945 – Somogyi Ferenc politikus, diplomata, Magyarország külügyminisztere (2004–2006) († 2021)
- 1945 – Mustafa Balel török író és műfordító
- 1946 – Barry Gibb brit énekes, zeneszerző, a Bee Gees együttes tagjaJeffrey Buttle

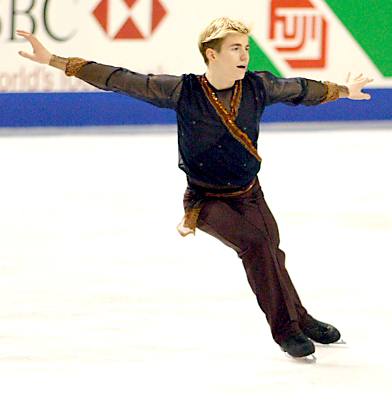
Jeffrey Buttle

- 1949 – Karinthy Márton Kossuth-díjas magyar rendező, színházigazgató, író († 2019)
- 1951 – Timothy Zahn amerikai sci-fi író
- 1951 – Nicu Ceaușescu román politikus, Nicolae Ceaușescu fia († 1996)
- 1953 – Jakab Csaba magyar színművész († 2024)
- 1957 – Gloria Estefan (er. Gloria María Milagrosa Fajardo), kubai születésű amerikai énekesnő
- 1961 – Pásztor Edina Jászai Mari-díjas magyar színésznő
- 1962 – Ruud Gullit holland labdarúgó
- 1963 – Kropkó Péter triatlonista
- 1965 – Simon Tibor válogatott labdarúgó († 2002)
- 1968 – Franck Lagorce francia autóversenyző
- 1968 – Mohamed Atta muzulmán terrorista († 2001)
- 1971 – Hakan Şükür török labdarúgó
- 1976 – Simon Kornél magyar színész
- 1980 – Ryan Archibald új-zélandi gyeplabdázó
- 1981 – Kocsis Tibor magyar énekes, az X-Faktor 2011-es győztese
- 1982 – Jeffrey Buttle kanadai műkorcsolyázó
- 1983 – Jesse Head amerikai színész
- 1984 – Ludwig Göransson svéd zeneszerző
- 1984 – Köteles László a DVTK labdarúgója
- 1986 – Gaël Monfils francia teniszező
- 1987 – Christian Träsch német labdarúgó
- 1987 – Molnár Tamás magyar labdarúgó
- 1990 – Helvaci Ersan David török, magyar származású színész
- 1994 – Carlos Sainz Jr. spanyol autóversenyző
- 1996 – Zendaya Coleman amerikai színésznő, énekesnő
- 1997 – Cson Dzsongguk dél-koreai énekes

## Halálozások
- 655 – I. Márton pápa (születési időpont ismeretlen)
- 1127 – Álmos herceg (kb.* 1075)
- 1159 – IV. Adorján pápa (kb.* 1100)
- 1375 – Fülöp orléans-i herceg Orléans első hercege, VI. Fülöp francia király fia (* 1331)
- 1523 – Ulrich von Hutten, a németországi humanizmus képviselője, a reformáció egyik úttörője (* 1488)
- 1557 – Jacques Cartier francia felfedező, Észak-Amerika kutatója (* 1491)
- 1648 – Marin Mersenne francia szerzetes, matematikus, fizikus (* 1588)
- 1678 – Ifj. Jan Brueghel flamand tájkép-, virág- és állatfestő (* 1601)
- 1715 – XIV. Lajos francia király[1] (* 1638)
- 1729 – Sir Richard Steele angol író, lapszerkesztő (* 1672)
- 1777 – Johann Ernst Bach német zeneszerző (* 1722)
- 1796 – Gróf Teleki József, főispán, koronaőr, műgyűjtő, író (* 1738)
- 1839 – Guzmics Izidor bencés szerzetes, közíró, teológus, az MTA tagja (* 1786)
- 1868 – Gyulai Ferenc császári és királyi táborszernagy, osztrák hadügyminiszter (* 1798)
- 1879 – Báró Wenckheim László magyar politikus, mezőgazdász, lótenyésztő (* 1814)
- 1891 – Ballagi Mór magyar teológus, nyelvész, az MTA tagja (* 1815)
- 1897 – Schneider Antal magyar orvos, honvéd ezredes (* 1817)
- 1903 – Hetyey Sámuel pécsi megyés püspök (* 1845)
- 1903 – Charles Renouvier francia katolikus filozófus (* 1815)
- 1912 – Török Aurél magyar orvos, egyetemi tanár, antropológus, az MTA tagja (* 1842)
- 1915 – Gelléri Mór magyar közgazdasági szakíró, a magyar iparfejlesztés kiemelkedő alakja (* 1854)
- 1922 – Pecz Samu magyar műépítész, műegyetemi tanár (* 1854)
- 1928 – Bokor Elemér magyar zoológus (* 1887)
- 1936 – Frommer Rudolf magyar gépészmérnök, feltaláló (* 1868)
- 1939 – Orsós Ottó magyar biológus (* 1911)
- 1940 – Feleky Sándor magyar orvos, költő (* 1865)
- 1951 – Wols (er. neve Alfred Otto Wolfgang Schulze), német származású francia festő (* 1913)
- 1955 – Schimanek Emil, Kossuth-díjas magyar gépészmérnök, egyetemi tanár (* 1872)
- 1962 – Bulla Béla magyar földrajztudós, egyetemi tanár, az MTA levelező tagja (* 1906)
- 1964 – Joachim Ferenc festőművész (* 1882)
- 1964 – Szüdi György József Attila-díjas  magyar költő (* 1909)
- 1967 – Siegfried Sassoon angol író, költő (* 1896)
- 1968 – Gábor Jenő magyar festőművész (* 1893)
- 1970 – François Mauriac Irodalmi Nobel-díjas francia író (* 1885)
- 1973 – Demjén Attila Munkácsy Mihály-díjas magyar festőművész (* 1926)
- 1976 – Mozsonyi Sándor magyar gyógyszerész, orvos, egyetemi tanár (* 1889)
- 1978 – Báti László magyar irodalomtörténész, egyetemi tanár (* 1909)
- 1979 – Tarján Róbert orvos, az orvostudományok doktora (* 1913)
- 1980 – Ivánovics György Kossuth-díjas magyar orvos,  mikrobiológus, az MTA tagja (* 1904)
- 1980 – Gyarmati László magyar gyógyszerész, toxikológus, egyetemi tanár, az MTA tagja (* 1921)
- 1981 – Román György magyar festőművész, író (* 1903)
- 1981 – Csorba István magyar színész (* 1922)
- 1981 – Albert Speer német építész, a III. Birodalom főépítésze, fegyverkezési minisztere, a haditermelés irányítója (* 1905)
- 1981 – Bizse János magyar festőművész (* 1920)
- 1982 – Władysław Gomułka lengyel politikus, a lengyel kommunista párt vezetője (* 1905)
- 1982 – Haskell Brooks Curry matematikus, a kombinatorikus logika kutatója (* 1900)
- 1982 – Ludwig Bieberbach német matematikus (* 1896)
- 1984 – Szőts Endre magyar geológus, paleontológus (* 1914)
- 1985 – Stefan Bellof német autóversenyző (* 1957)
- 1987 – Haraszty Árpád magyar botanikus, egyetemi tanár, a biológiai tudományok kandidátusa (* 1907)
- 1988 – Luis Walter Alvarez Nobel-díjas amerikai fizikus (* 1911)
- 1988 – Ruttkay Mária magyar színésznő, érdemes művész (* 1906)
- 1996 – Bakos Ferenc magyar nyelvész (* 1922)
- 1996 – Domahidy László magyar operaénekes, érdemes művész (* 1922)
- 1997 – Czibor Zoltán válogatott magyar labdarúgó, az Aranycsapat tagja (* 1929)
- 2001 – Csendes Olivér magyar színész (* 1963)
- 2006 – Faludy György Kossuth-díjas magyar költő, műfordító (* 1910)
- 2016 – Jon Polito amerikai színész (* 1950)
- 2018 – Spindler Béla Jászai Mari-díjas magyar színész, érdemes művész (* 1954)
- 2019 – Kakuts Ágnes Déryné-díjas magyar színésznő, a kolozsvári Állami Magyar Színház örökös tagja (* 1939)
- 2020 – Tellmann Jenő kolozsvári legendás fizikatanár (* 1928)
- 2023 – Geréb Attila magyar színész, rendező (* 1946)

## Nemzeti ünnepek, emléknapok, világnapok
- Szlovákia: Az alkotmány ünnepe.
- Üzbegisztán: A Függetlenség napja.
- Malajzia: a függetlenség ünnepe (augusztus 31. – szeptember 1.)
- A II. világháború kitörésének emléknapja.

## Szokások
- Szent Mihály havának első napján léptek szolgálatba a juhászok, a kondások és a szőlőpásztorok. A szőlőhegyen ez a nap zárónap, ettől kezdve tilos szekérrel, abroncsos edénnyel a szőlőben járni. Megkezdődött a szőlőőrzés, a disznót hízóba fogták.
- Az általános és a középiskolákban a szokásos első tanítási nap és évnyitó.